# 忍者武芸帖 百地三太夫
『忍者武芸帖 百地三太夫』（にんじゃぶげいちょう ももちさんだゆう）は、1980年公開の日本の時代劇アクション映画。製作：東映京都撮影所。監督：鈴木則文。忍者・百地三太夫の息子が二代目を襲名し、カンフーと忍術で父親のかたき討ちを果たすまでを描く。
真田広之の初主演長編映画である。また、蜷川有紀の女優デビュー作品でもある。
千葉真一がアクション監督を担当し、ジャパンアクションクラブ（JAC）による破天荒なアクションが展開される。主演の真田も高さ25メートルの城のセットからダイブするなど、体を張ったアクションを披露している。
封切り時の同時上映作品は『さらば、わが友 実録大物死刑囚たち』（監督：中島貞夫、主演：磯部勉）。再公開時の同時上映作品は『龍拳』（監督：ロー・ウェイ、主演：ジャッキー・チェン）。

## ストーリー
時は戦国時代。天下統一を目指す羽柴秀吉は、敵対する伊賀忍者たちが守る金山を手中に収めるため、配下の甲賀忍者・不知火 将監（しらぬい しょうげん）とともに、伊賀衆の指導者・百地三太夫討伐の策を練る。秀吉の軍勢が伊賀の百地砦を包囲すると、三太夫は将監が敵に転じたことを知らずに、助力を仰ごうとして不用意に甲賀の不知火砦を訪ね、将監配下の忍者たちに暗殺される。三太夫なき百地砦はまたたく間に秀吉軍に攻め落とされ、一党はほぼ全滅。三太夫の妻・千代は、幼い息子の鷹丸に百地一族の形見として短刀を授けたのち、自害する。鷹丸は、幼なじみの少女・おつう とともに、三太夫の手下数人に連れられて伊賀を逃れ、かろうじて生き残る。鷹丸は漂流ののち明の漁民に助けられ、大陸で育つ。一方おつうは、同じ伊賀衆の服部半蔵の妹として育てられた。半蔵は三太夫の死後も、将監ら甲賀衆との同盟関係を継続し、秀吉の配下につき続けた。
10年後。明で武術を会得して成長した鷹丸は、単身で小舟に乗り、日本に戻る。再会したかつての父の手下たちは、旅芸人に身をやつしながら、夜な夜な「石川五右衛門」を名乗って豊臣方の財宝を奪い、貧民に分け与えていた。ある日鷹丸は、大切に守ってきた短刀を手入れしている際、刃の根元に半分に切れた地図が彫られているのを発見する。これこそが金山の場所を示す地図であった。依然として金山を狙う秀吉や将監は、すでにこのことを知っており、この短刀のありかを10年間探っていたのだった。鷹丸の生存や、鷹丸が短刀を所持していることを知った秀吉と将監は、半蔵に鷹丸の短刀を奪うよう命じる。半蔵の命を受けたおつうは、鷹丸と不本意な再会をする。事情を知らない鷹丸は喜び、行動をともにする。
「石川五右衛門」の正体が百地の残党と知った秀吉は、将監の弟・幻之介に残党狩りを命じる。女役者・お艶の密告によって残党の拠点は総崩れとなる。鷹丸は伏見城内の牢に捕らえられるもなんとか脱出し、「石川五右衛門」たちの処刑場へ急行したが、結果的に多くの仲間や、罪のない民衆の死を招く。残党の死を見届けるためにひそかに処刑場を見張っていたおつうは、将監らのやり方に疑問を抱きはじめ、また半蔵からの命令と、鷹丸を一途に想う気持ちとの間で板挟みとなって苦悩する。
忍術の必要を痛感した鷹丸は、おつうや「石川五右衛門」の生き残りである川次郎、門太とともに鈴鹿山中に住む父の親友・戸沢 白雲斎に弟子入りして、厳しい修行に耐えながら復讐の機会をうかがう。白雲斎は鷹丸に「二代目百地三太夫」の名を与え、鷹丸が持つものと同じ形の短刀を授ける。そこには金山の場所を示す地図の残り半分が彫られていた。ともに金山の秘密を知ったおつうは、自身が半蔵の命を受けたくノ一であることを明かし、鷹丸から2本の短刀を奪おうとする。割って入った白雲斎がおつうを斬ろうとするが、おつうを憎みきれない鷹丸は白雲斎を止めようとし、そのまま戦闘となる。鷹丸は2本の短刀による剣術をとっさに編み出し、白雲斎に深い手傷を負わせる。白雲斎は「見事だ。その呼吸を忘れることなく、獣のように戦え」と告げ、森の奥深くへ消える。おつうも鷹丸の前から姿を消し、手ぶらで半蔵のもとに帰る。
天下を取った秀吉であったが、病に倒れる。その隙を突いて新たな天下取りを狙う徳川家康を討つべく秀吉は、家康が陣を張る越前北之庄に将監・幻之介の兄弟を向かわせた。鷹丸はこの機に乗じて将監らを迎え撃つため、街道を先回りする。この動きを知り、またおつうの想いを理解した半蔵は、秀吉の命に背いて、おつうとともに鷹丸に加勢する。さらに、明にいたころの鷹丸の親友で、彼を慕って来日した武術の達人・愛蓮と唐が仲間に加わる。激闘のすえ、鷹丸らは復讐を果たし、争いのもとになった2本の短刀を海に捨てる。秀吉は力尽き、やがて世に平和が訪れた。

## キャスト
- 百地鷹丸（二代目百地三太夫）：真田広之
- 張愛蓮：志穂美悦子
- おつう：蜷川有紀（新人）
- 五助（石川五右衛門）：火野正平
- 石目（石川五右衛門）：長谷一馬
- 門太（石川五右衛門）：粟津號
- 菊之丞（旅役者）：日高久美子
- お艶（旅役者 五助の妻）：橘麻紀
- 不知火幻之介（所司代）：内田勝正

- 唐順棋：李一龍
- 右衛吉（石川五右衛門）：崎津均
- 川次郎（石川五右衛門）：伊庭剛
- 唖のチヌ（将監の側近）：古賀弘文
- 聾のバリコ（将監の側近）：竹下誠治[4]
- 巴縫之助：笹木俊志
- JAC
  - 甲賀五忍B：井上清和
  - 甲賀五忍C：横山稔
  - 甲賀五忍D：剣持誠
  - 甲賀五忍E：山本亨
  - 蜘蛛一族：藤川聡
- 坂本：宮川珠季
- 吉田：勝野賢三
- 原田：奈辺悟
- 森山：大木晤郎
- 町人男：蓑和田良太
- 鬼八：秋山勝俊
- 町人女：丸平峯子

◇
- 戸沢白雲斎：丹波哲郎

◇
- 村井：志茂山高也
- 大城泰
- 弥吉：琢磨一生
- 捨丸：茂山茂
- 虎吉：小谷浩三
- 甲賀五忍A：松谷健史
- 吉澤高明
- 三村雅
- 瀬賀敏之
- 三木健作
- 藤原桜子
- 川井大輔
- 藤本英之
- 岡本将
- 陽炎：豊田琴美
- 甲賀胡蝶陣3：石田久美
- 甲賀胡蝶陣1：河野靖子
- 甲賀胡蝶陣2：扇町陽子
- 甲賀胡蝶陣4：村田麻也子
- お春：篠原玲子
- 明日香和泉

- 井口：汐路章
- 百地三太夫：石橋雅史
- 卍輝之介：有川正治
- 鶉火の平六（三太夫の側近）：岩尾正隆
- 明智光秀：浜田晃
- ナレーター：戸浦六宏

◇
- 千代：野際陽子
- 淀君：春川ますみ
- 羽柴秀吉→豊臣秀吉：小池朝雄
- 鶉火の弥藤次（百地の残党）：佐藤允
- 服部半蔵：夏木勲
- 不知火将監：千葉真一

## スタッフ
- 監督：鈴木則文
- 企画：日下部五朗、本田達男
- 脚本：石川孝人、神波史男、大津一郎
- 撮影：中島徹、小川原信
- 照明：海地栄
- 録音：平井清重
- 編集：市田勇
- 美術：佐野義和
- 助監督：俵坂昭康
  - 萩原将司（クレジットなし）、斎藤一重（クレジットなし）
- 記録：石田照
- 装置：野尻裕
- 装飾：渡辺源三
- 擬斗：上野隆三
- 背景：西村三郎
- 衣裳：森護
- 美粧・結髪：東和美粧
- スチール：中山健司
- 整音：荒川輝彦
- 宣伝担当：丸国艦、茂木俊之
- 演技事務：寺内文夫
- 舞踊振付：一の宮はじめ、藤間紋藏
- 進行主任：野口忠志
- 協力：東映俳優センター
- 音楽
  - 音楽プロデューサー：すずきまさかつ
  - 作・演奏：バスター
  - 主題歌：真田広之『風の伝説』（エピック・ソニー 作詞：野際陽子 作曲：杉真理 編曲：井上鑑）
- 協力：サニ千葉エンタープライズ、ジャパンアクションクラブ
  - スタント指導：中牟田了、金田治
- アクション監督：千葉真一[5]

## 製作

### 企画・脚本・キャスティング
1979年末、日下部五朗・本田達男の企画、神波史男・大津一郎の脚本というメンバーが組まれる。このとき監督、主演俳優、基本プロットは未定のままだった。主演はアクションのできる新人を探す予定で、役のイメージは松田優作だった。
日下部らから「スラップスティックもOK」と言われ、神波と大津は「大いにのって」、ジャッキー・チェン主演のカンフー映画（当時はカラテ映画と呼ばれた）を参考に、ナンセンスアクションを目指して脚本第一稿を書いたが、当時の東映社長・岡田茂がクレームをつけ、企画は突如「マジメな時代劇」に変更させられ、神波と大津は激しく落胆した。「マジメ忍者時代劇」に書き直された第二稿は1980年4月初旬に完成した。
1980年4月、鈴木則文に監督オファーが提示された。プロデューサーの日下部より提示された条件は、千葉真一主宰の「ジャパンアクションクラブ（JAC）」所属の真田広之が主演し、千葉がアクション監督を務めることで、鈴木はこれを受諾した。オファーを受けた際に鈴木は、「真田の個性を活かすために作品のカラーを『笛吹童子』『紅孔雀』風にしたい」と要望。また、日下部と企画課長の佐藤雅夫からは「真田広之をスターにし、二弾、三弾と連打できる体勢をつくる」という強い要望が出され、ニューヒーロー真田広之の魅力を押し出すため、さらなる脚本改訂が行われた。メイン脚本は石川孝人に変更され、石川は脚本改訂10日間の条件で改訂稿を書き上げた。
なお、プレスシートを記録しているキネマ旬報映画データベースでは徳川家康役として渡辺文雄がクレジットされているが、作中クレジットには表記されず、出演シーンも見られない（家康は登場人物の会話上でのみ言及される役柄となっている）。

### 予算・興行編成
大作1本立て興行として企画され、1980年2月に公開された『影の軍団 服部半蔵』（工藤栄一監督）と同じ規模の製作予算が組まれたが、同年4月時の封切り成績が振るわなかったため、当初額から2000万円がカットされた。鈴木が「まず添え物プログラムピクチャーから、出発したらどうか、二本立てでの公開が望ましい」と意見したが、このときは通らず、一本立てを想定した撮影・編集のスケジュールが組まれた。これが後述のトラブルにつながることとなる。
当初は1980年9月1週目に封切るスケジュールであったが、7月に、封切り予定を11月1週目に順延した（実際の公開はさらに2週伸びた）。

### 撮影
8月下旬、比叡山ロケで服部半蔵役の夏木勲（のちの夏八木勲）が左足を骨折。全治3か月と診断され、キャスティングの変更も検討されるが、夏八木本人および鈴木と千葉が続投を熱望したため、8月末で撮影を一時中断。9月の半分はスケジュール未消化のアクション撮影に充てられ、夏八木らの出演シーンの撮影は10月に再開された。

### 公開直前のトラブル
クランクアップ数日前の10月中旬、当初の決定から一転して、本作は『さらば、わが友 実録大物死刑囚たち』との二本立てでの公開が決定する。当初二本立てを主張していた鈴木や日下部・本田は、製作進行中にもかかわらず興行企画が再三変更されたことに驚き、「一本立てのつもりで撮影したため、急には二本立ての長さに短縮できない」と強く反発したほか、「『忍者武芸帖 百地三太夫』のターゲットは主として10代の少年少女であり、両作品の観客層が全く違い、相乗効果はない」とも主張した。東映常務映画本部長の高岩淡は「両作品とも一本立てでは危険が多い。宣伝予算も少なく、二本分の宣伝費がかけられるプラスもあると判断した」と回答し、編成側の決定は覆らなかった。

## 作品の評価

### 興行成績
初公開時は、劇場公開後1週間を待たず、営業部より赤字が宣告された。しかし真田の2本目の主演作『吼えろ鉄拳』（1981年）のヒットを受け、1982年2月に香港映画『龍拳』との二本立てで再公開されると、興行収入約4億円のヒットとなった。

### 批評
映画評論家・西脇英夫は「巻頭から、ラストシーンまで、力と技のこもったアクションでぎっしりとつなぎ、息をぬかぬ誠実さがさわやかに伝わってくる大衆娯楽映画」と評価している。